# Albero e casa
Albero e casa è un dipinto a olio su tela (55 x46 cm) realizzato nel 1919 dal pittore italiano Amedeo Modigliani.
Fa parte di una collezione privata parigina.
È una delle poche opere dell'artista italiano che ritrae un paesaggio. Modigliani, infatti, era solito rappresentare ritratti.